# (10840) 1994 LR
(10840) 1994 LR là một tiểu hành tinh vành đai chính. Nó được phát hiện bởi Atsushi Sugie ở Dynic Astronomical Observatory Nhật Bản, ngày 1 tháng 6 năm 1994.